# Fusantrum rhammiphorum
Fusantrum rhammiphorum är en plattmaskart som beskrevs av Crezee 1975. Fusantrum rhammiphorum ingår i släktet Fusantrum och familjen Solenofilomorphidae. Inga underarter finns listade i Catalogue of Life.